# Hodějice
Hodějice (deutsch Hodejitz, früher Hodiegitz) ist eine Gemeinde in Tschechien. Sie liegt drei Kilometer südöstlich von Slavkov u Brna und gehört zum Okres Vyškov.

## Geographie

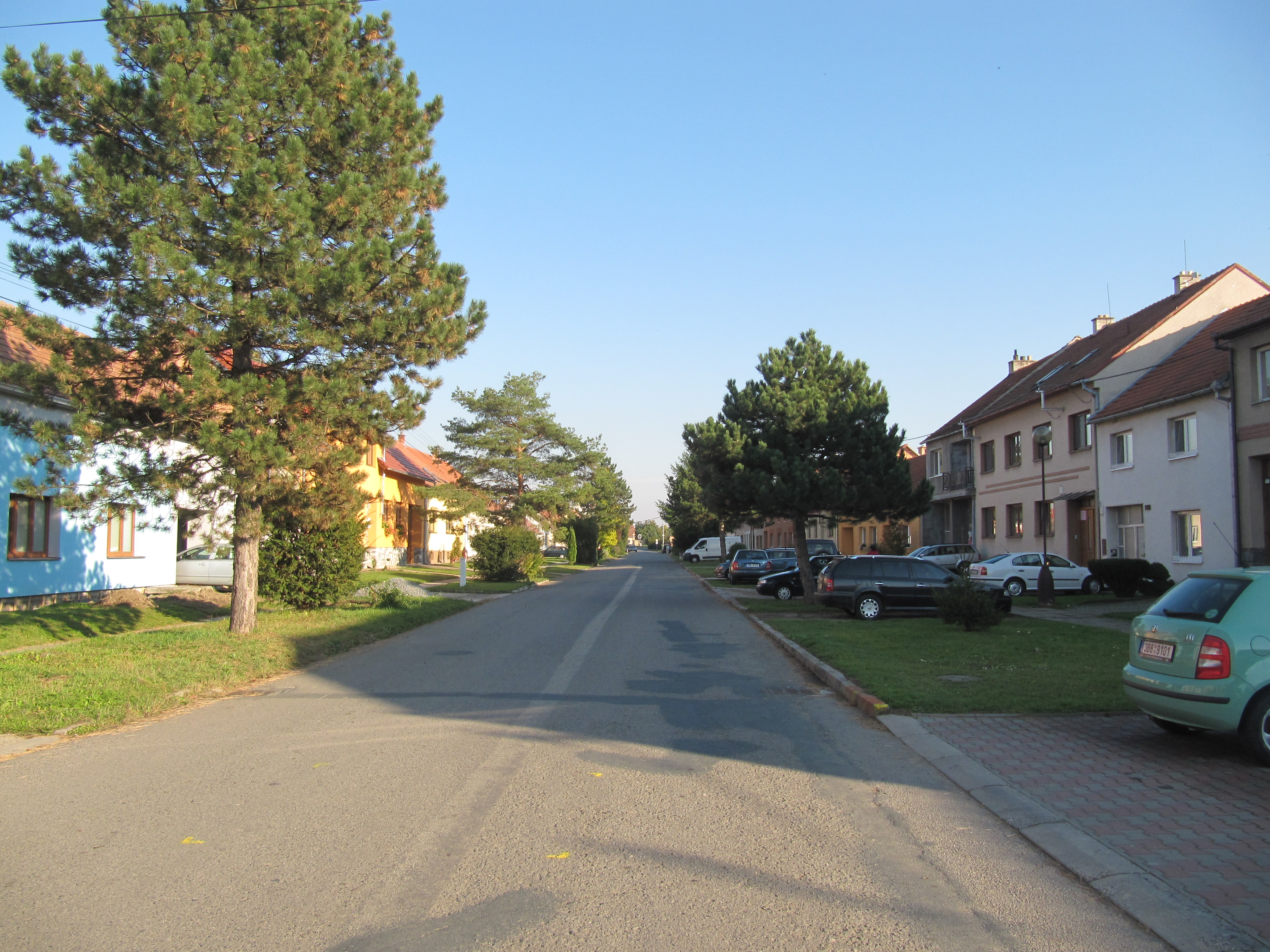
Hauptstraße von Hodějice

Hodějice befindet sich zwischen den Ausläufern der Litenčická pahorkatina und des Steinitzer Waldes. Das Dorf liegt linksseitig der Litava (Leitha) an der Einmündung des Baches Heršpický potok. Östlich von Hodějice mündet der Bach Křižanovický potok und nordwestlich der Němčanský potok in die Litava. Im Norden erhebt sich der Vinohrad (336 m). Am rechten Ufer der Litava führen die Staatsstraße I/50/E 50 und die Bahnstrecke von Brno auf den Wlarapass vorbei, die nächste Bahnstation Křižanovice befindet sich anderthalb Kilometer nordöstlich.
Nachbarorte sind Němčany im Norden, Letonice im Nordosten, Křižanovice im Osten, Rašovice im Südosten, Heršpice im Süden, Vážany nad Litavou im Südwesten, Stará Cihelna im Westen sowie Slavkov u Brna im Nordwesten.

## Geschichte
Archäologische Funde belegen eine frühzeitliche Besiedlung der Gegend. Alten Überlieferungen zufolge soll Hodějice im 10. Jahrhundert gegründet worden sein. Die erste schriftliche Erwähnung des Dorfes erfolgte im Jahre 1455 in der Brünner Landtafel, als Jan von Waldstein und seine Frau Katharina von Konitz die Einkünfte aus dem Dorf als Mitgift an Adlička von Cimburg überschrieben. Seit dem 16. Jahrhundert gehörten die Güter den Grafen von Kaunitz 1544 überließen die Brüder Wenzel und Seimon von Kaunitz Hodějice den Gebrüdern Johann und Wenzel von Kaunitz. Zu Beginn des 17. Jahrhunderts bestand das Dorf aus 77 Anwesen. 1612 errichteten die Grafen Kaunitz in Hodějice eine herrschaftliche Ölmühle, die später wieder erlosch. Während des Dreißigjährigen Krieges verödete das Dorf und 1656 lagen 44 Wirtschaften von Hodějice wüst. Im Jahre 1750 nahm der Dreiviertelhüfner Jan Kučera erneut eine Ölmühle in Betrieb.
Nach der Aufhebung der Patrimonialherrschaften bildete Hodějice ab 1850 eine Gemeinde in der Bezirkshauptmannschaft Wischau. 1892 wurde die Freiwillige Feuerwehr gegründet. Zwischen 1949 und 1959 gehörte die Gemeinde zum Okres Slavkov und kam nach dessen Aufhebung wieder zum Okres Vyškov zurück. Zwischen 1957 und 1964 entstand am südlichen Ortsrand am Heršpický potok ein Freibad. Diese wurde 1985 saniert. Im Jahre 2001 wurde eine erneute Sanierung in Angriff genommen. Die 2003 beendete Maßnahme kostete die Gemeinde dreieinhalb Millionen Kronen, der ursprüngliche Auftragnehmer Novapol Group Brno ging während des Baus in Konkurs. Seit 2003 führt die Gemeinde Hodějice ein Wappen und Banner.

## Gemeindegliederung
Für die Gemeinde Hodějice sind keine Ortsteile ausgewiesen.

## Sehenswürdigkeiten
- Filialkirche des hl. Bartholomäus, erbaut 1882–1884 durch den Baumeister Čaček aus Luleč. Das Altargemälde ist ein Werk von Josef Zelený aus Brünn.
- Gedenkstein für die Opfer beider Weltkriege
- mehrere Wegekreuze
- Naturdenkmal Návdavky u Němčan, nördlich des Dorfes am Fuße des Vinohrad
- Naturschutzgebiet Rašovický zlom-Chobot, südöstlich von Hodějice
- Naturschutzgebiete Šévy und Žlíbek, südöstlich des Dorfes
- Nížkovicer Allee, südwestlich des Ortes entlang der Staatsstraße I/54